# قانون اللحوم الصالحة
قانون اللحوم الصالحة هو قانون فيدرالي أمريكي صدر في عام 1967 كتعديل لقانون فحص اللحوم الذي وضع نظامًا أساسيًا لبرامج تفتيش اللحوم الفيدرالية. وهو يتطلب أن يكون لدى الدول برامج تفتيش «مساوية» لبرامج الحكومة الفيدرالية التي تديرها إدارة سلامة وتفتيش الأغذية  التابعة لوزارة الزراعة الأمريكية. تم تمرير التشريع الخاص بالقرار رقم 12144 من قبل الدورة التاسعة والتسعين للكونغرس الأمريكي، وتم سنه من قبل الرئيس السادس والثلاثين للولايات المتحدة ليندون جونسون في 15 ديسمبر 1967.

## وصلات خارجية
- "Meat Inspection" at the Texas A&M University